# Hugo Weigold
Max Hugo Weigold, född 27 maj 1886 i Dresden, död 9 juli 1973 i Bruckberg, Västtyskland, var en tysk zoolog och ekolog. Han anses vara pionjär i fråga om ringmärkning av fåglar och var föregångare inom Tysklands naturskydd. Hugo Weigold var versksam vid Helgolands  Fågelstation, där han uppfann Helgolandsfällan.